# Hôpital général
Das Hôpital général (deutsch „Allgemeines Hospital“) stellt eine verwaltungstechnische Einrichtung dar, die im Jahre 1656 in Frankreich auf königliches Dekret von Ludwig XIV. gegründet wurde.

## Politische Wende
Das als Markstein vor allem für die französische Psychiatrie geltende Dekret Ludwigs XIV. stellt den Beginn einer eher politischen Einflussnahme auf den Umgang mit Armen, Arbeitslosen, Sträflingen und psychisch Kranken dar. Klaus Dörner bezeichnet sie als Mittel der Herrschaftsausübung.
Hierbei war die Wirtschaftspolitik Ludwigs XIV. von entscheidender Bedeutung. Seit 1661 war Jean-Baptiste Colbert (1619–1683) Finanzminister Ludwigs XIV., sein Stil des politischen Handelns wird als Merkantilismus bezeichnet. – Traditionell spielten seit dem Mittelalter eher fürsorgerische und medizinische Aspekte eine ausschlaggebende Rolle bei der Versorgung psychisch Kranker bzw. sozial Auffälliger. Für sie gab es einen „Aumônier“. Dieser fürsorgerische Gedanke wurde damals von der Kirche in Frankreich hauptsächlich durch Vinzenz von Paul (1581–1660) vertreten. Die Kirche konnte sich jedoch der Politik Ludwigs XIV. nicht verschließen und stellte eigene Einrichtungen für die auf königlichen Befehl untergebrachten Außenseiter der Gesellschaft zur Verfügung. Der fürsorgerische Gedanke war auch im königlichen Dekret zur Errichtung des Hôpital général von 1656 in Artikel XI enthalten. Er hatte jedoch nur geringe praktische Bedeutung. Ackerknecht betrachtet die Bezeichnung „hôpital général“ daher als „verlogen“. Um den politischen Aspekt näher zu verfolgen, ist auf den ökonomischen Charakter erwähnter Einflussnahmen hinzuweisen. Die dem Hôpital général angeschlossenen Einrichtungen sollten als Arbeitshäuser dienen und so z. T. billige Arbeitskräfte beschaffen und die Produktionskosten senken. Dieser Gedanke ist einer der noch heute diskutierten Gründe für und wider die Arbeitstherapie. Andererseits sollten die Häuser in Zeiten der Arbeitslosigkeit das Elend der Massen verbergen und Agitation vermeiden. Die »Lettres de cachet« (wörtlich: „Siegelbriefe“ = Zwangseinweisungen) konnten leicht erhalten werden und waren kaum anfechtbar. In dem von den Barmherzigen Brüdern seit 10. Mai 1645 unterhaltenen Hospiz zu Charenton gab es zumindest seit 1720 eine geschlossene Station, die mit Insassen aufgrund dieser königlichen Anordnung belegt war. Den Direktoren der Einrichtungen des Hôpital général standen weitestgehende Befugnisse der Rechtsprechung (Judikative) und der ausübenden Gewalt (Exekutive) in Umgehung der Gerichte zu. Daher galt das Hôpital général als Modell der absolutistischen Herrschaft und wurde mit der Forderung von Montesquieu (1689–1755) nach Gewaltenteilung zum Symbol des Kampfes in der Revolution. Die Gefängnisabteilung der Salpêtrière wurde erst 1795, die von Bicêtre gar erst 1836 abgeschafft. Gegen die Politik des Merkantilismus bildete sich die Opposition der Physiokraten, zu denen außer ihrem Begründer Quesnay (1694–1774), Leibarzt Ludwigs XV., u. a. auch Turgot und Malesherbes zählten.

## Ursprung, Ausbreitung, Belegung und Vergleich ähnlicher Einrichtungen
Seit dem Aufstand von Étienne Marcel im Jahre 1358 und der Ermordung des Königs Henri IV. am 14. Mai 1610 durch François Ravaillac war das Königtum für seine Sicherheit innerhalb des Stadtkerns von Paris gegenüber Bürgerschaft und übriger Bevölkerung von Paris besorgt. Der Palais de la Cité auf der Île de la Cité bot im Falle eines Aufstandes für den König keine Fluchtmöglichkeit. Deshalb waren die späteren Residenzen der Regierenden immer weiter außerhalb von Paris gelegen (Hôtel Saint-Paul, La Tournelle, Le Louvre, Palais des Tuileries, Château de Vincennes und dann das Château de Versailles, später Château Fontainebleau).
Diesem Sicherheitsbedürfnis diente auch das Hôpital général. Dies obwohl offenbar aus mildtätigen Gründen das Parlament das von Pomponne II. de Bellièvre unterzeichnete Projekt eines Hôpital général bereits unter der Herrschaft von Ludwig XIII. der Königin Anne d’Autriche (1601–1666) vorgelegt hatte. Die königliche Anordnung des Hôpital général erfolgte 1656 zunächst für Paris. Das Dekret machte sich eine zu dieser Zeit von der gesamten europäischen Zivilisation ausgehende Empfindsamkeit zu Nutzen, die in der zweiten Hälfte des 17. Jahrhunderts die Schwelle öffentlicher Forderungen nach praktischen Maßnahmen erreichte. Foucault ist der Auffassung, dass die damals praktizierte Form der Internierung über 150 Jahre „mißbräuchlich zum Amalgam heterogener Elemente“ wurde. Erst zwanzig Jahre später forderte der König am 16. Juni 1676 die Einrichtung solcher „Hôpitaux“ auch in jeder anderen Stadt Frankreichs. Widersprüche, die dem Missbrauch der Institution die Tore öffneten, waren auch erkennbar in der in Artikel VI des Dekrets enthaltenen alleinigen Zuständigkeit der „bürgerlichen Regierung“, in die der König nicht eingreifen wollte, was aber der Praxis der Lettres de cachet widersprach.
Angeschlossene Einrichtungen in Paris waren die Salpêtrière, die schon Ludwig XIII. wiederaufgebaut hatte, Bicêtre, das schon unter Ludwig XIII. als Heim für die Kriegsinvaliden dienen sollte, La Pitié, das „Refuge“ im Faubourg Saint-Victor, das Hospital Scipion und das Haus der Savonnerie. Die Belegung dieser Einrichtungen ging innerhalb weniger Jahre z. T. über die Grenze von 1 % der städtischen Bevölkerung von Paris hinaus. Es waren dort etwa 6000 Personen untergebracht. Der Anteil der Irren betrug ca. 10 % der Eingewiesenen. Der übrige dort untergebrachte Personenkreis setzte sich nach Ackerknecht zusammen aus Bettlern, Vagabunden, Krüppeln, Greisen, Waisen, Prostituierten, Geschlechtskranken, Homosexuellen, „Ungläubigen“ und Strafgefangenen.
Auch im übrigen Frankreich war es zur Gründung ähnlicher Einrichtungen gekommen. In Lyon hatte das Bürgertum bereits 1612 eine wohltätige Einrichtung geschaffen, die auf ähnliche Art und Weise arbeitete. Auch in Tours gab es unabhängig von dem ergänzenden Dekret Ludwigs XIV. vom 16. Juni 1676 eine ähnliche Einrichtung. Sie war bereits 1656 gegründet worden. Auch im Ausland wurden solche Einrichtungen immer zahlreicher. In Hamburg wurde 1622 eine entsprechende Anstaltsordnung aufgestellt. In England nannte man ähnlich strukturierte Einrichtungen workhouses, in Deutschland Zuchthaus. Dennoch erscheint es von Interesse, auf nationale Unterschiede zwischen diesen Einrichtungen hinzuweisen. Dörner meint, dass die Institution der Ausgrenzung im bürgerlichen England nie uneingeschränkt herrschte, dafür jedoch in Frankreich umso mehr. Die eigentlichen sozialen Fragen seien durch die Internierungspraxis in Frankreich weithin unsichtbar geblieben. Erst während der Revolution hätten sie ihre Eigendynamik entfaltet. Bis zum Ende des 18. Jahrhunderts habe es nur Diskussionen zur Veränderung der Staatsform und zur Befreiung des Individuums gegeben, die Lage der Irren, sei weniger ein öffentliches Thema gewesen. Es habe nur Ansätze dazu in der Mitte des 18. Jahrhunderts bei dem sensualistisch und sensibel reflektierenden Bürgertum gegeben, die man in England schon Jahrzehnte früher feststellen konnte, siehe dazu die gesellschaftliche Bedeutung der Schule von Montpellier in Frankreich. Gerade das Hôpital général habe verhindert, dass man in Frankreich politisch aktiv geworden sei. Weil dies gerade in England nicht so gewesen sei, konnte in Frankreich der Begriff des „Morbus Anglicus“ entstehen für die Häufigkeit des Irreseins, der Melancholie, des Spleens und des Suizids. Solange aber umgekehrt die soziale Frage und das Irresein selbst auch bei dem politisch interessierten Bürgertum auf die absolutistische Institution bezogen worden sei, habe sie keine Realität als Gegenstand innerhalb der bürgerlichen Gesellschaft gewinnen können.